# Laccodrosophiliti
Laccodrosophiliti Grimaldi, 1990, è un piccolo gruppo insetti dell'ordine dei Ditteri (Brachycera: Drosophilidae). È la più piccola delle due infratribù in cui si suddivide la sottotribù dei Drosophilina e comprende solo dieci specie.

## Descrizione
Grimaldi (1990) definisce, per questo raggruppamento, i seguenti caratteri differenziali:
- vitta frontale di colore bruno-nerastro, finemente striata e glabra (Laccodrosophila) oppure rivestita da una fitta peluria composta da peli lunghi ed eretti (Zapriothrica);
- carena molto stretta e poco rilevata rispetto alle depressioni in cui alloggiano le antenne;
- pulvilli provvisti di numerose retineriae di forma spatolata;
- ovopositore allungato e retrattile telescopicamente, provvisto all'apice di pochi sensilli a forma di dente e di colore scuro.

## Sistematica
Questo taxon è stato definito da Grimaldi (1990) nell'ambito di una revisione della sistematica della famiglia dei Drosophilidae, suddividendo la sottotribù Drosophilinae in due gruppi di generi sulla base delle relazioni filogenetiche. Grimaldi individua un'affinità più stretta fra i generi Laccodrosophila e Zapriothrica rispetto agli altri generi della sottotribù. In precedenza, Okada (1989) aveva collocato entrambi i generi come incertae sedis nei Drosophilinae, escludendoli perciò da tutte le tribù in cui aveva suddiviso la sottofamiglia.
Nel complesso, nei Laccodrosophiliti sono comprese dieci specie:
- Laccodrosophila Duda, 1927
  - L. atra Duda, 1927
  - L. flavescens Wheeler, 1957
  - L flavipes Duda, 1927
  - L. heedi Wheeler, 1957
  - Laccodrosophila takadai Wheeler, 1968
- Zapriothrica Wheeler, 1956
  - Z. dispar (Schiner, 1868)
  - Z. hirta Wheeler, 1959
  - Z. nudiseta Wheeler, 1959
  - Z. salebrosa Wheeler, 1968
  - Z. sternalis Wheeler, 1959

Sulla base delle relazioni filogenetiche scaturite dalla sua analisi, Grimaldi inserisce nei Laccodrosophiliti anche la specie Drosophila xiphophora Pipkin mantenendone invariato il nome. Il nome xiphophora, che nella pubblicazione di Grimaldi ricorre 16 volte, è presumibilmente un errore ortografico, in quanto non ha riferimenti nel TaxoDros e nel BioSystematic Database of World Diptera né come nome valido né come nome errato. Nelle due banche dati si fa invece riferimento a Drosophila xiphiphora Pipkin, 1964, riportato come nome valido. La collocazione sistematica di questa specie resta incerta e controversa: l'accertamento di una stretta relazione di D. xiphiphora con i generi Zapriothrica e Laccodrosophila avrebbe dovuto portare ad una revisione dello status di questa specie, con la collocazione in uno dei due generi dei Laccodrosophiliti o con la definizione di un nuovo genere, atto non formalmente eseguito da Grimaldi, il quale cita solo la collocazione come specie incertae sedis nell'ambito del genere Drosophila da parte di Wheeler (1981). Il BioSystematic Database of World Diptera, pur non trattando le relazioni filogenetiche e la tassonomia all'interno delle famiglie, riporta come nome valido della specie Drosophila (Drosophila) xiphiphora, ratificando de facto la collocazione nel sottogenere Drosophila. Il TaxoDros riporta invece la specie D. xiphiphora come incertae sedis nell'ambito del genere Drosophila confermando pertanto la precedente collocazione operata da Wheeler.

## Distribuzione
Tutti i Laccodrosophiliti sono endemici dell'ecozona neotropicale, presenti, alcuni, nell'America centrale e, la maggior parte, nel Sudamerica. Anche la specie Drosophila xiphiphora, a prescindere dal suo inquadramento tassonomico, è neotropicale, presente a Panama.